# Cheiramiona mohalensis
Espèce
Cheiramiona mohalensis est une espèce d'araignées aranéomorphes de la famille des Cheiracanthiidae.

## Distribution
Cette espèce est endémique du Lesotho.

## Description
La femelle holotype mesure 4,0 mm.

## Étymologie
Son nom d'espèce, composé de mohal et du suffixe latin -ensis, « qui vit dans, qui habite », lui a été donné en référence au lieu de sa découverte, Mohale.

## Publication originale
- Lotz, 2015 : New species of the Afrotropical spider genus Cheiramiona Lotz & Dippenaar-Schoeman (Araneae: Eutichuridae). Zootaxa no 3981(1), p. 71-94.